# Tao

Tao in carattere cinese

Il Tao (道T, DàoP, TaoW; letteralmente la Via o il Corso) è uno dei principali concetti della storia del pensiero cinese e il centro della religione taoista. 
Si tratta di un termine di difficile traduzione, inizialmente concepito come una potenza inesauribile che sfugge a qualunque tentativo di definizione. Il carattere cinese 道 (la cui parte inferiore è il radicale cinese "piede") esprime innanzitutto il concetto di movimento,  di flusso o di corso: dunque si può tentare di definire il Tao come l'eterna, essenziale e fondamentale forza che scorre perennemente attraverso tutta l'energia che muove la materia dell'Universo. 
In ambito occidentale, viene talvolta tradotto come il Principio. Nella filosofia taoista tradizionale cinese, il Tao è l'Universo stesso: quell'eterno, inesauribile "divenire", in costante movimento. Tenendo presenti questi riferimenti, volendolo definire con una parola, il Tao "è".

Nel contesto della storia del pensiero cinese, il concetto di Tao acquisisce grande importanza in seno alla tradizione taoista, salvo poi estendere la sua influenza a tutto il panorama filosofico e speculativo cinese, fino ad essere integrato, riassorbito e reinterpretato da una molteplicità di scuole di pensiero, ivi inclusa quella confuciana. Nel corso dei secoli questa influenza si estenderà a molte altre delle cosiddette filosofie e scuole di pensiero orientali.

## Struttura del Tao in origine
Il filosofo Lao-tzu, mitico fondatore del taoismo, mette in chiaro che prima di tutto vi era un non-essere vuoto trascendente e indifferenziato (che tuttavia non è il "nulla", ma la "non esistenza di materia"), "la Via" (interpretabile anche come "origine", la "Madre", la "femmina oscura", ecc.), il Tao appunto, che diede origine all'essere (detto "la madre dei viventi"), ciò che esiste e che mantenne una parte di quel vuoto iniziale da cui nacque il mondo; anch'esso, tuttavia, è parte del Tao stesso, poiché della sua stessa natura, ma ha dei confini spazio-temporali. 
Si tratta quindi di una filosofia del mutamento, in cui il Tao iniziale è però immutabile (e non può essere "detto", ma può essere mostrato), eppure muta (e in questa forma "non è una via costante", dicono le numerose traduzioni del testo di Lao-tzu), una sorta di panenteismo (posizione che coniuga trascendenza e immanenza, in maniera monista). 
Il Tao all'inizio del tempo - nello stato di non-essere - era in uno stato chiamato wu ji (无极 = assenza di differenziazioni/assenza di polarità). A un certo punto - nell'essere - si formarono due polarità di segno diverso che rappresentano i principi fondamentali dell'universo, presenti nella natura:
- Yin, il principio negativo, freddo, luna, femminile ecc. sono simboleggiati dal nero.
- Yang, il principio positivo, caldo, sole, maschile, ecc. sono simboleggiati dal bianco.

Lo scopo del taoista è comprendere questa evoluzione e le successive, e tornare, tramite la meditazione e la retta pratica di vita, ad avvicinarsi all'unità iniziale del Tao: l'obiettivo finale è portare il discepolo, il praticante e lo studente, ad un completo stato di unificazione con l'universo, con il Tao quindi. Tutta la vita emerge dal Wuji, inconsapevolmente. Attraverso le pratiche taoiste è quindi possibile raggiungere l'immortalità (detta xian) e ritornare allo stato di Wuji, energia pura, dissolvendosi nell'Uno, quindi nel Tao.

## Affinità con concetti di altre filosofie
Il Tao è un concetto simile al brahman induista. Per fare un paragone con la filosofia occidentale, invece, il Tao è paragonabile principalmente all'ápeiron di Anassimandro, o all'Essere immutabile e perfetto di Parmenide. Si veda anche la riproposizione di Martin Heidegger, il quale avvicinò il suo concetto di Essere al taoismo e al buddhismo zen, in particolare l'identità tra senso nascosto del Tao e dell'Essere. Inoltre si può fare un paragone con il Logos di Eraclito, degli stoici e di Giovanni evangelista, con l'Uno del platonismo, il Noumeno di Kant e dell'idealismo, lo slancio vitale di Bergson e l'Od di Karl von Reichenbach. La sua differenziazione mutevole è paragonabile allo scorrere nel divenire, alle idee platoniche che forgiano le forme sensibili.
Il fisico Fritjof Capra ha tentato di conciliare il Tao con i moderni concetti scientifici della fisica quantistica e con l'olismo (alla maniera di quanto fatto da Carlo Rovelli con l'entanglement quantistico e la Śūnyatā del buddhismo) nel suo celebre testo Il Tao della fisica.

## Evoluzione

Yin e Yang

Da essi - Yin e Yang - deriva tutto il mondo visibile e invisibile della cosmologia taoista.
I due principi, il divino individuo immaginario maschile e il divino immaginario 
femminile, iniziarono subito a interagire, dando origine alla suprema polarità o T'ai Chi o Taiji (Pronuncia Wu-ci), termine che indica anche l'omonima disciplina fisica. Il simbolo da tutti conosciuto come Taijitu è il più famoso di molti simboli che rappresentano questa suprema polarità e che sono chiamati T'ai Chi T'u.
È importante evidenziare che nella filosofia Taoista Yin e Yang non hanno alcun significato morale, come buono o cattivo, e sono considerati elementi di differenziazione complementari. 
Da essi deriva il qi (detto anche ki o chi) l'energia che scorre nel mondo fisico, nell'orizzonte naturalista del taoismo, rappresentato dai cinque elementi (acqua, legno, fuoco, metallo, terra), che si combinano a loro volta nelle otto forze; dal Tao, unica vera "divinità", derivano anche divinità minori, personificazioni di forze naturali (si veda la teologia taoista) o maestri divinizzati (Laozi, gli immortali tra cui gli otto saggi immortali, ecc.).

## Descrizione
Essendo il Tao ineffabile, cioè indescrivibile, per comprenderlo si può ricorrere alla seguente analogia, tratta da Lao-tzu: immagina una persona che cammina su una strada, portando sulle spalle un fusto di bambù. Alle due estremità del bambù, sono appesi due secchi. I due secchi rappresentano lo yin e lo yang. Il bambù rappresenta il Tai Chi, l'entità che collega lo yin e lo yang. L'andamento di quella persona sulla strada è il Tao.

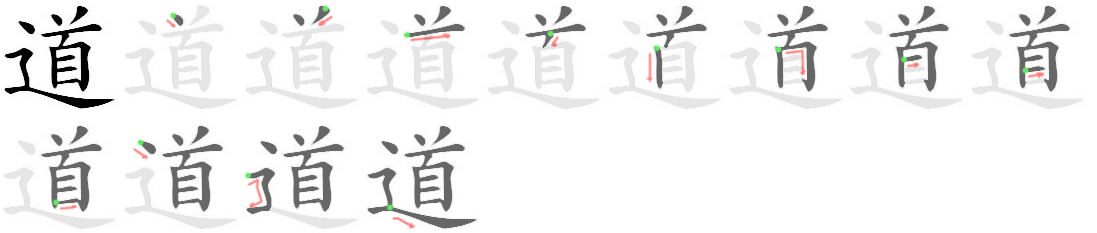
Ordine di scrittura

Il Tao può essere interpretato come una "risonanza" che risiede nello spazio vuoto lasciato dagli oggetti solidi. Allo stesso tempo, esso scorre attraverso gli oggetti dando loro le caratteristiche. Nel Tao Te Ching si dice che il Tao nutra tutte le cose, che abbia una capacità innata di creare una trama nel caos. La caratteristica propria di questa trama è una condizione di inappagabile desiderio, per cui i filosofi taoisti associano il Tao al cambiamento; le rappresentazioni artistiche che tentano di rappresentare il Tao sono caratterizzate da flussi.
Se per il confucianesimo il Tao rappresenta un principio etico, una norma di comportamento sociale, per il taoismo esso non è altro che il processo di mutamento e divenire di tutte le cose. Nel Libro dei mutamenti si legge: "Una volta yin, una volta yang, ecco il tao". Questa definizione del Tao come risultato dell'alternanza di yin (principio femminile) e yang (principio maschile) sintetizza nel modo più appropriato l'idea di perenne divenire implicita nel Tao, che è costantemente incostante, comprensivo di ogni cosa e del suo opposto, di essere e non-essere, di vivere e morire, di conoscere e non-conoscere.
Dunque, ogni qualità è potenzialmente presente nel Tao e si sviluppa in maniera spontanea, dando così origine e inserendosi in un universo concepito in termini non statici ma dinamici, il cui "ordine naturale" esclude però l'intervento finalizzato umano (secondo la concezione del wu wei, "non agire") in quanto nocivo al libero gioco delle alternanze.